# Девиз правления
Деви́з правле́ния (кит. трад. 年號, упр. 年号, пиньинь niánhào, палл. няньхао; яп. 年号, нэнго:; кор. 연호?, 年號?, йонхо; вьет. niên hiệu, ньенхьеу) — принятое в китайской, японской, корейской и вьетнамской политике, календаре и историографии символическое выражение, обозначающее период правления царя или императора. При избрании на престол император принимает девиз (обычно из двух иероглифов), означающий некоторый благой принцип (например, император Нарухито имеет девиз «Рэйва» — прекрасная гармония).
Девиз используется как средство летосчисления; с начала года вступления монарха на престол считается первый год эры (元年), название которой совпадает с названием девиза.
В Китае девизы использовались постоянно с 140 года до н. э. до свержения монархии (1912), в Японии с 701 года по настоящее время, в Корее в 536—863 и в 1894—1910 (до аннексии Японией).
После смерти император часто входит в историю не под личным, «храмовым» или посмертным именем (если такое ему дано), а именно под своим девизом правления с прибавлением слова «император». Например, китайский император с личным именем Сюанье известен как император Канси (Канси-ди), японский император Муцухито — как император Мэйдзи (Мэйдзи тэнно:). В Китае действовало табу на имена по отношению к личному имени императора, поэтому с этой точки зрения девиз во многом аналогичен тронному имени. С XX века император Китая и Маньчжоу-го Пу И и императоры Японии (Хирохито, Акихито) более известны под личными именами, а не девизами. Называть императора при жизни девизом его правления не принято.
Нередко императоры из разных соображений (обычно неблагоприятных событий) меняли девиз. В Китае девизы стали постоянными с установлением династии Мин в 1368 году.
В Японии девизы называются либо нэнго, либо гэнго (яп. 元号 гэнго:). Смена девизов на протяжении одного царствования была частой практикой до Реставрации Мэйдзи, а начиная с 1868 года на одно правление используется только один девиз. Ныне при вступлении на престол нового императора Кабинет министров объявляет его девиз официальным; первый год эры называется «ганнэн» (яп. 元年, «начальный год»).